# Jaderná elektrárna Hope Creek
Jaderná elektrárna Hope Creek (anglicky Hope Creek Nuclear Generating Station) je provozní jadernou elektrárnou ve Spojených státech. Leží v Salem County ve státě New Jersey. Elektrárnu vlastní a provozuje společnost Public Service Enterprise Group. Reaktor elektrárny dodala americká společnost General Electric. Elektrárna leží v těsném sousedství se Salemskou jadernou elektrárnou a celkově elektrárny produkují na 3600 MW. V roce 2003 dohromady vyráběly více než polovinu elektřiny ve státě. Elektrárna ke svému chlazení využívá uzavřený terciární okruh s jednou chladicí věží o výšce 150 metrů.

## Historie a technické informace

### Reaktory

#### Blok 1
Výstavba prvního bloku započala dne 1. března 1976. Jedná se o varný reaktor typu BWR-4 od General Electric. Jeho hrubý výkon je 1240 MW a čistý výkon po odečtení vlastních potřeb bloku je 1172 MW. Do sítě byl blok poprvé připojen dne 1. srpna 1986 a do komerčního provozu přešel 20. prosince 1986. Blok má od NRC udělenou provozní licenci do roku 2046.

#### Blok 2
Současně s prvním reaktorem začal být budován ve společné budově i druhý blok. Jeho výstavba započala ve stejný den. Spuštění se však nikdy nedočkal, protože jeho výstavba byla 1. prosince 1981 zrušena. Toto rozhodnutí bylo učiněno na základě překročení rozpočtu při výstavbě prvního bloku. Mělo se jednat o identický reaktor BWR-4. Ke chlazení měla být využívána druhá chladicí věž, která nebyla nikdy postavena.

### Okolní obyvatelstvo
NRC definuje dvě zóny havarijního plánování kolem jaderných elektráren. První o poloměru 16 kilometrů, která se týká především vystavení radioaktivní kontaminace vzduchu a poté druhou o poloměru 80 kilometrů, jež se zabývá kontaminací potravin a vody.
Podle studie NRC zveřejněné v srpnu 2010 byl odhad každoročního rizika zemětřesení dostatečně silného na to, aby způsobilo poškození aktivní zóny reaktoru 1 ku 357 143.

## Informace o reaktorech
| Reaktor      | Typ reaktoru  | Výkon   | Výkon   | Zahájení výstavby | Připojení k síti                  | Uvedení do provozu                | Uzavření |
| Reaktor      | Typ reaktoru  | Čistý   | Hrubý   | Zahájení výstavby | Připojení k síti                  | Uvedení do provozu                | Uzavření |
| ------------ | ------------- | ------- | ------- | ----------------- | --------------------------------- | --------------------------------- | -------- |
| Hope Creek-1 | BWR-4 251-764 | 1172 MW | 1240 MW | 1. 3. 1976        | 1. 8. 1986                        | 20. 12. 1986                      |          |
| Hope Creek-2 | BWR-4 251-764 | 1067 MW | 1118 MW | 1. 3. 1976        | Výstavba zrušena 1. prosince 1981 | Výstavba zrušena 1. prosince 1981 |          |